# Венер, Герберт
Герберт Рихард Венер (нем. Herbert Richard Wehner; 11 июля 1906, Дрезден — 19 января 1990, Бонн) — немецкий политик, член КПГ и СДПГ. В 1949—1983 годах депутат бундестага. В 1966—1969 годах федеральный министр внутригерманских отношений. В 1969—1983 годах возглавлял фракцию СДПГ в бундестаге.

## Биография
Родился в семье сапожника и швеи. Его отец принимал участие в Первой мировой войне и поддерживал отношения с ветеранами, придерживавшимися социалистических и коммунистических взглядов. В молодости был связан с анархо-синдикалистскими кругами вокруг Эриха Мюзама.
В 1927 году вступил в Коммунистическую партию Германии и был избран депутатом земельного парламента Саксонии. После прихода к власти нацистов эмигрировал в Советский Союз и в 1935—1941 годах проживал в Москве, в гостинице «Люкс». В эмиграции вошёл в состав Центрального комитета КПГ. Ему удалось спасти себе жизнь во время репрессий 30-х годов за счёт доносов на других немецких коммунистов (Гуго Эберлейна и других). В 1941 году был направлен в нейтральную Швецию, чтобы возглавить коммунистическое сопротивление нацистскому режиму в Германии. В 1942 году был арестован и узнал об окончании войны в шведской тюрьме. За уклонение от выполнения партийного задания исключен из рядов партии.
В 1946 году переехал в Гамбург и стал одним из лидеров Социал-демократической партии Германии, помощником Курта Шумахера. Из-за своего небезупречного прошлого оставался на вторых ролях, занимая должности заместителя председателя партии или председателя фракции в бундестаге. Находясь на организационных должностях, он хотя и не сразу, но поддержал изменения в партии, заявленные в Годесбергской программе.
Имя Венера стояло в «ликвидационном списке» антикоммунистической организации Союз немецкой молодёжи.

## Публикации
- Rosen und Disteln — Zeugnisse vom Ringen um Hamburgs Verfassung und Deutschlands Erneuerung in den Jahren 1848/49, Verlag Christen & Co., Hamburg, 1948.
- Unsere Nation in der demokratischen Bewährung; in: Jugend, Demokratie, Nation, Bonn, 1967, S. 19 bis 32.
- Bundestagsreden, mit einem Vorwort von Willy Brandt, 3.A., Bonn 1970
- Bundestagsreden und Zeitdokumente, Vorwort Bundeskanzler Helmut Schmidt, Bonn 1978
- Wandel und Bewährung. Ausgewählte Reden und Schriften 1930/1980 (hrsg. von Gerhard Jahn, Einleitung von Günter Gaus), Frankfurt/M. 1981, ISBN 3-550-07251-1.
- Zeugnis (hrsg. von Gerhard Jahn), Köln: Kiepenheuer & Witsch 1982, ISBN 3-462-01498-6.
- Selbstbestimmung und Selbstkritik. Erfahrungen und Gedanken eines Deutschen. Aufgeschrieben im Winter 1942/43 in der Haft in Schweden (hrsg. von August H. Leugers-Scherzberg, Geleitwort Greta Wehner), Köln: Kiepenheuer & Witsch 1994. ISBN 3-462-02340-3.
- Christentum und Demokratischer Sozialismus. Beiträge zu einer unbequemen Partnerschaft. Hrsg. Rüdiger Reitz, Dreisam Verlag Freiburg i.Br. 1985 ISBN 3-89125-220-X